# Ruppeliana episcopalis
Ruppeliana episcopalis är en insektsart som beskrevs av Victor Antoine Signoret 1853. Ruppeliana episcopalis ingår i släktet Ruppeliana och familjen dvärgstritar. Inga underarter finns listade i Catalogue of Life.